# S.S. Lazio Calcio a 5 Femminile
La S.S. Lazio Calcio a 5 Femminile è stata una società di calcio a 5 femminile italiana con sede a Roma. La Femminile ha vinto 5 Scudetti e 2 Coppe Italia. La Lazio calcio a 5 femminile è stata rifondata nel 2015 come sezione femminile della S.S. Lazio Calcio a 5.

## Storia
Dal 29 marzo del 2006 fino al suo scioglimento ha fatto parte della Società Sportiva Lazio. Dall'istituzione del campionato nazionale fino alla stagione 2015-16 la squadra ha disputato la Serie A. Nella stagione 2013-2014 realizza un record clamoroso ed inedito nel panorama del futsal italiano (sia maschile che femminile) chiudendo la regular season con 26 vittorie su 26 partite (78 punti su 78; 312 gol fatti e 31 subiti). Nella stessa stagione vince il campionato juniores con l'allenatore Giorgio Regni con 16 vittorie su 16 gare disputate. Titolo juniores confermato anche nella stagione successiva sempre con Giorgio Regni in panchina. La società ha disputato nel 2015-16 la sua ultima stagione, rinunciando all'iscrizione al campionato successivo. 
Dal 2015-2016 è stata rifondata come la sezione femminile della S.S. Lazio Calcio a 5. Negli anni successivi le biancocelesti riescono spesso a qualificarsi per i play-off, ma non riportano nessun titolo. 

## Cronistoria
1999-00  Campione d'Italia
2000-01  Campione d'Italia
2001-02  Vince la Coppa Italia
2002-03   Campione d'Italia
2003-04
2004-05
2005-06
2006-07
2007-08 Serie C   Campione d'Italia
2008-09 Serie C  -  Serie D
2009-10 Serie C
2010-11 Serie C Vince la Coppa Lazio
2011-12 Serie A
2012-13 Serie A
2013-14  Vince la Coppa Italia
2013-14  Campione d'Italia
2013-14  Campione d'Italia juniores

## Palmarès
- Campionato: 5
- 1998-1999, 1999-2000, 2002-2003, 2007-2008, 2013-2014

 Coppa Italia: 2
- 2000-2001
- 2013-2014
- Campionato Juniores(under 19): 6
- 2013-2014, 2014-2015, 2015-2016,  2016-2017,  2017-2018, 2018-2019

• Coppa Lazio under 19: 1
• 2018-2019